# Amanda Holden
Amanda Louise Holden (ur. 16 lutego 1971 w Portsmouth) – brytyjska aktorka, od 2007 jurorka w brytyjskim talent show Britain’s Got Talent.
W 1992 Amanda Holden ukończyła Mountview Theatre School. Występowała w Bournemouth Pavilion Theatre. W 1993 zadebiutowała w brytyjskim serialu telewizyjnym In Suspicious Circumstances (1991–1996).
W latach 1995–2003 była żoną Lesa Dennisa (rozwód). W 2008 poślubiła Chrisa Hughesa.